# Тернівка (Миколаїв)

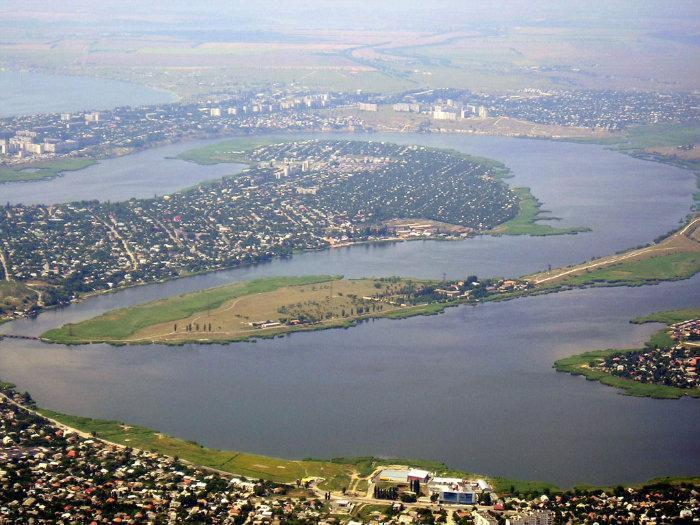
Тернівка на задньому плані праворуч

Тернівка — історична місцевість міста Миколаїв, є складовою частиною його Центрального району. Знаходиться на півночі міста поряд з мікрорайоном Північний

## Історія

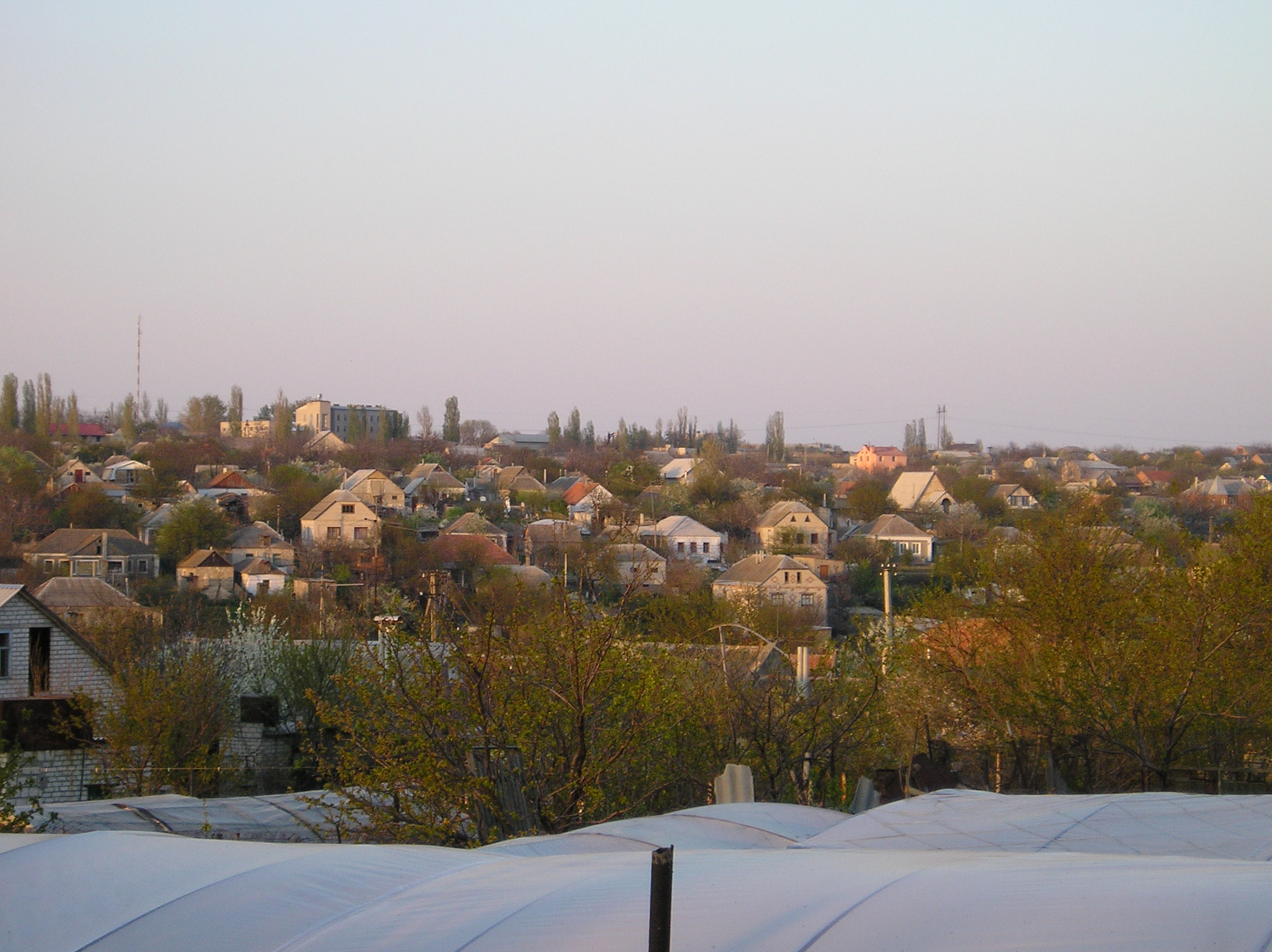

27 квітня 1792 року Катерина II своїм указом дозволила поселитися «особливою слободою» османам, які потрапили в полон під час російсько-турецької війни (1787—1792) і які забажали залишитися в Російській імперії, з відведенням для цих цілей землі «в передмісті Миколаєва». Також вона дозволила відправляти вільне богослужіння, у зв'язку з чим зобов'язала відповідні структури представити план і кошторис будівництва мечеті. Наділення османів правами — «нарівні з природними росіянами» — гарантувалося з принесенням ними присяги «на вірність підданства» Російській імперії. Губернатору Катеринославської губернії спільно з Михайлом Фалєєвим і «бригадиром Саліх-агою» (головкомандувач османських військ у Валахії, що під час російсько турецької війни 1787—1792 років разом зі своїм корпусом перейшов на сторону Російської імперії) було наказано передбачити 10-річні пільги для османів, що поселяються в Миколаєві, з наданням їм необхідної допомоги матеріалами і майстрами для побудові будинків. Перша назва поселення — Турецька Тернівка, походить від назви річки Тернівка, що тече в однойменній балці. Казенним коштом було побудовано 60 будинків. В 1795—1796 роках зведена мечеть. Вона була побудована під керівництвом військового інженера Івана Князєва, при контролі ходу будівництва з боку його співробітника — архітектора Федора Вунша.
У 1799 році імператор Павло I дозволив їм переселитися за бажанням ближче до одновірців у місто Карасубазар, що в Криму. 1802 року турки покинули село. Того ж, 1802 року в Тернівку прибули болгарські переселенці — 186 сімей з Адріанопольського вілаєту, які отримали 9917 десятин землі. Мечеть була перероблена в православну церкву.
Пізніше Тернівка стає центром Тернівської волості Херсонського повіту Херсонської губернії.
Станом на 1859 рік налічувалося 211 подвір'їв, 1733 мешканці (865 чоловіків, 868 жінок), одна православна церква.
Станом на 1886 у колонії болгар, центрі Тернівської волості 6-го стану Херсонського повіту Херсонської губернії, мешкало 2524 особи, налічувалось 351 дворове господарство, православна церква, школа та 3 лавки.
У 1896 році 461 подвір'я, 3082 мешканців (1580 чоловіків, 1502 жінок), православна церква, 2 однокласні школи Міністерства народної освіти, в яких вчилися 132 учні (95 хлопчиків і 37 дівчат); церковно-приходська дівоча школа (30 учениць), фельдшер, 3 рибних заводи, 6 лавок, пивна лавка, корчма.

Радянська влада була встановлена в селі в січні 1918 року.
У лютому 1921 року в селі з числа мешканців створюється сільскогосподарча комуна «Червона Зірка». Протягом наступних 6 років в Терновці утворюються 22 товариства спільної обробки землі.
У 1930 році утворюються колгоспи «імені В. Коларова», «Новий шлях», «Промінь Леніна», а в 1931 — «імені Калініна», «імені Володарського», «імені Свердлова», «імені Урицького», «Зоря-9», «Іскра».
У Другій Світовій війні взяли участь 221 мешканець Тернівки, з яких 85 загинули, 128 отримали нагороди.
Звільнена від німецької окупації 27 березня 1944 року. В бою за визволення Тернівки загинули 158 радянських солдатів. В 1966 році в Терновці був встановлений пам'ятник радянським воїнам.
З 1949 року — селище міського типу. Населення — 8645 осіб. За часів СРСР — центр радгоспа імені В. Коларова, за яким закріплено 8497 га землі.

### Болгари Тернівки
Населення Тернівки становить приблизно 10 тис. осіб, серед них етнічні болгари налічують не менш ніж третину. Етнічні болгари Тернівки розмовляють македонським діалектом болгарської мови.
З 1959 року в Тернівці відкрито Музей болгарської культури.
В Тернівці діє Товариство болгарської культури ім. Христо Ботєва (засновано 1980 р.). 1991 року відкрито читальню, в якій майже 2000 книг болгарською мовою.

### Уродженці Тернівки
- Сергій Цвєтко (1884—1946) — етнограф, фольклорист.
- член-кореспондент Академії наук УРСР, доктор технічних наук, професор Віктор Бузник
- Володимир Станко (1937—2008) — історик, археолог.

## Соціальна сфера: медицина і освіта
У Тернівці є власна школа (№ 16), шкільна і селищна бібліотеки, лікарня на 110 місць, палац культури на 250 місць.

## Вулиці
Тернівка налічує 67 вулиць. Головною вулицею є вулиця Софіївська. Найстаріша вулиця Маяковського, раніше навіть так і називалася: «Перша». Основні вулиці:
- Одеська
- Софіївська
- Гагаріна
- Піщана
- Східна
- Втората
- Маяковського
- Староболгарська
- Вулиця Богдана Хмельницького

До 2016 року в Тернівці одна з вулиць носила ім'я Георгія Димитрова — діяча болгарського та міжнародного комуністичного руху. 26 лютого 2016 року міський голова Миколаєва Олександр Сєнкевич у зв'язку із законом про декомунізацію в Україні підписав розпорядження про перейменування вулиці Димитрова на вулицю Еміла Димитрова — на честь болгарського естрадного співака та композитора Еміла Димитрова (1940—2005). Його пісня «Моя країна, моя Болгарія» стала піснею ХХ сторіччя та своєрідним гімном, який об'єднує болгар всього світу.

## Згадки у мистецтві
- Герой фільму «Трактористи» (1939 рік) Клим Ярко йде з бригади у Тернівку, заселену болгарами[6].

- Миколаївський співак Ілля Намив у пісні «Околиця» оспівує красу Тернівської природи (2022 рік)[7].